# Unicredit Czech Open 1998
L'Unicredit Czech Open 1998 è stato un torneo di tennis facente parte della categoria ATP Challenger Series nell'ambito dell'ATP Challenger Series 1998. Il torneo si è giocato a Prostějov in Repubblica Ceca dal 2 al 7 giugno 1998 su campi in terra rossa.

## Vincitori

### Singolare
Richard Fromberg ha battuto in finale  Andrew Ilie con il punteggio di 6–2, 6–2

### Doppio
Edwin Kempes /  Peter Wessels hanno battuto in finale  Tomáš Cibulec /  Tomáš Krupa con il punteggio di 6–4, 7–5